# Troy Grove
Troy Grove – wieś w północnocentralnym Illinois, w hrabstwie LaSalle w USA. Zapisano tu 305 mieszkańców w cenzusie z 2000.
W pobliżu wydobywany jest piasek szklarniany wysokiej jakości do produkcji szkła.
Na wsi urodził się James Butler Hickock, lepiej znany jako Dziki Bill Hickok (ang.: Wild Bill Hickok), kiedy jeszcze osada nazywała się Homer. Nazwę zmieniono z powodu posiadania tej samej nazwy, co inne miasto w stanie.
Na placu w parku znajduje pomnik Dzikiego Billa, a jego rodzinny dom jest zabytkiem dostępnym dla zwiedzających.